# Кызылкайын (Жарминский район)
Кызылкайын (каз. Қызылқайың, до 1992 г. — Зосимовка) — упразднённое село в Жарминском районе Восточно-Казахстанской области Казахстана. Входило в состав Жарыкского сельского округа. Код КАТО — 634465200. Ликвидировано в 2013 году.

## Население
В 1999 году население села составляло 159 человек (100 мужчин и 59 женщин). По данным переписи 2009 года, в селе проживал 81 человек (41 мужчина и 40 женщин).